# Aphaenogaster ovaticeps
Aphaenogaster ovaticeps é uma espécie de inseto do gênero Aphaenogaster, pertencente à família Formicidae.